# Cascada (grup)
Cascada és un grup de música dance alemany format per Natalie Horler i els productors DJ Manian i Yanou. El seu àlbum Everytime We Touch va arribar al número dos al Regne Unit el 2007. El 14 de febrer de 2013 va participar en el Unser Song für Malmö de la televisió alemana (NDR), on aconseguí classificar-se per representar Alemanya a l'Eurofestival. Va representar Alemanya al Festival de la Cançó d'Eurovisió de 2013 amb la cançó Glorious.

## Discografia

### Àlbums d'estudi
- 2006: Everytime We Touch
- 2007: Perfect Day
- 2009: Evacuate the Dancefloor
- 2011: Original Me
- 2012: It's Christmas Time

## Premis i nominacions
| Any  | Premis                                | Categoria                                        | Projecte nominat        | Resultat  |
| ---- | ------------------------------------- | ------------------------------------------------ | ----------------------- | --------- |
| 2006 | Premis Internationals de música dance | Millor nou artista de dance en solitari          |                         | Guanyador |
| 2006 | Premis Internationals de música dance | Millor pista d'alta energia/pista euro           | Everytime We Touch      | Nominat   |
| 2006 | Premis Napster                        | Dance més escoltat/gravació electrònica          | Everytime We Touch      | Guanyador |
| 2007 | Premis de la música mundial           | Popular artista femení més venut del món         |                         | Nominat   |
| 2007 | Premis de la música mundial           | Premi al millor artista alemany                  |                         | Guanyador |
| 2008 | European Border Breakers Award (EBBA) | Millor trencador de fronteres europeu - Alemanya | Everytime We Touch      | Guanyador |
| 2008 | Premis Internationals de música dance | Millor pista d'alta energia/pista euro           | Truly, Madly, Deeply    | Nominat   |
| 2008 | Premis Internationals de música dance | Millor artista dance (solitari)                  |                         | Nominat   |
| 2009 | Premis Internationals de música dance | Millor artista dance (solitari)                  |                         | Guanyador |
| 2010 | Premis Internationals de música dance | Millor pista d'alta energia/pista euro           | Evacuate the Dancefloor | Nominat   |
| 2010 | Premis Internationals de música dance | Millor pista de pop dance                        | Evacuate the Dancefloor | Nominat   |
| 2010 | Premis Internationals de música dance | Millor artista (grup)                            |                         | Guanyador |
| 2010 | Comet                                 | Millor artista femení                            | Evacuate the Dancefloor | Guanyador |
| 2010 | Premis Urban Music                    | Millor actuació de ball                          |                         | Guanyador |
| 2010 | Premis MTV de música de vídeo         | Millor videoclip de dance                        | Evacuate the Dancefloor | Nominat   |